# Ring-dinge-ding
Ring-dinge-ding is de derde single van Thérèse Steinmetz.

## Achtergrond
Voor het Nationaal Songfestival 1967 zong Steinmetz op de keuzeavond zes liedjes, waarvan lied nummer vier Ring-dinge-ding een week later tot de winnaar werd uitgeroepen. Nederland had gestemd per briefkaart. De zangeres vertolkte het lied als Nederlandse bijdrage aan het Eurovisiesongfestival 1967. Ze werd begeleid door een orkest onder leiding van Dolf van der Linden. Net als de jaren daarvoor was Nederland weinig succesvol, het lied kreeg twee punten en werd daarmee veertiende in een veld van zeventien deelnemers. Steinmetz moest het die avond onder meer opnemen tegen Sandie Shaw (met Puppet on a string), Vicky Leandros (met L’amour est blue) en Louis Neefs (met Ik heb zorgen). Vooral Shaw had een grote hit met haar winnende bijdrage.

## De single
Het lied werd geschreven door John Woodhouse alias Johnny Holshuyzen en Gerrit den Braber. Beiden hadden al ervaring met de festivals. Woodhouse schreef mee aan 't Is genoeg van Connie Vandenbos (inzending 1965), Gerrit den Braber deed datzelfde met een aantal eerder inzendingen waaronder die van het jaar daarvoor Milly Scotts Fernando en Filippo. Den Braber had grote kans te winnen; hij schreef vijf van de zes songteksten voor het Nationaal Songfestival. De begeleiding op de single stond weer onder leiding van Bert Paige, die ook al eerder de baton sloeg. Ten opzichte van de drie voorafgaande jaren over liefde(verdriet) en scheidingen, was het thema vrolijker. Steinmetz had een ringdinge-dinge (etc) dag als ze zin had in vrolijke dingen en kon genieten van de kleine dingen des levens.
De B-kant van de single was voor het liedje dat tweede werd tijdens het nationale festival. Zing was geschreven door Jan Vuik. Vuik speelde enige tijd samen met Johnny Meijer, beiden waren virtuozen op de accordeon. Tijdens dat lied werd Steinmetz begeleid door Cees Bruyn, die het jaar daarvoor ook Milly Scott had begeleid.

### Hitnotering
Steinmetz wist de Nederlandse hitparades, waaronder de Nederlandse Top 40, Tijd voor Teenagers en de muzieklijst van Muziek Expres niet te halen. Ter vergelijking; Puppet on a string stond drie weken nummer 1 in Nederland.
1956: De vogels van Holland / Voorgoed voorbij · 1957: Net als toen · 1958: Heel de wereld · 1959: 'n Beetje · 1960: Wat een geluk · 1961: Wat een dag · 1962: Katinka · 1963: Een speeldoos · 1964: Jij bent mijn leven · 1965: 't Is genoeg · 1966: Fernando en Filippo · 1967: Ring-dinge-ding · 1968: Morgen · 1969: De troubadour · 1970: Waterman · 1971: Tijd · 1972: Als het om de liefde gaat · 1973: De oude muzikant · 1974: Ik zie een ster · 1975: Ding-a-dong · 1976: The party's over · 1977: De mallemolen · 1978: 't Is O.K. · 1979: Colorado · 1980: Amsterdam · 1981: Het is een wonder · 1982: Jij en ik · 1983: Sing me a song · 1984: Ik hou van jou · 1986: Alles heeft ritme · 1987: Rechtop in de wind · 1988: Shangri-la · 1989: Blijf zoals je bent · 1990: Ik wil alles met je delen · 1992: Wijs me de weg · 1993: Vrede · 1994: Waar is de zon · 1996: De eerste keer · 1997: Niemand heeft nog tijd · 1998: Hemel en aarde · 1999: One good reason · 2000: No goodbyes · 2001: Out on my own · 2003: One more night · 2004: Without you · 2005: My impossible dream · 2006: Amambanda · 2007: On top of the world · 2008: Your heart belongs to me · 2009: Shine · 2010: Ik ben verliefd (sha-la-lie) · 2011: Never alone · 2012: You and me · 2013: Birds · 2014: Calm after the storm · 2015: Walk along · 2016: Slow down · 2017: Lights and shadows · 2018: Outlaw in 'em · 2019: Arcade · 2020: Grow · 2021: Birth of a new age · 2022: De diepte · 2023: Burning daylight · 2024: Europapa